# Вудене
Вудене́ (фр. Voudenay) — коммуна во Франции, находится в регионе Бургундия. Департамент коммуны — Кот-д’Ор. Входит в состав кантона Арне-ле-Дюк. Округ коммуны — Бон.
Код INSEE коммуны 21715.

## Население
Население коммуны на 2010 год составляло 190 человек.
| 1962 | 1968 | 1975 | 1982 | 1990 | 1999 | 2010 |
| ---- | ---- | ---- | ---- | ---- | ---- | ---- |
| 292  | 311  | 273  | 243  | 242  | 222  | 190  |

## Экономика
В 2010 году среди 103 человек трудоспособного возраста (15-64 лет) 78 были экономически активными, 25 — неактивными (показатель активности — 75,7 %, в 1999 году было 68,1 %). Из 78 активных жителей работали 75 человек (45 мужчин и 30 женщин), безработных было 3 (0 мужчин и 3 женщины). Среди 25 неактивных 4 человека были учениками или студентами, 13 — пенсионерами, 8 были неактивными по другим причинам.